# Цамакасар
Цамакасар (арм. Ցամաքասար) — село в Арагацотнской области Армении.

## География
Село расположено в северо-западной части марза, на расстоянии 63 километров к северо-западу от города Аштарак, административного центра области. Абсолютная высота — 1610 метров над уровнем моря.
Климат
Климат характеризуется как умеренно холодный, влажный (Dfb в классификации климатов Кёппена). Среднегодовая температура воздуха составляет 6,5 °C. Средняя температура самого холодного месяца (января) составляет −8,4 °С, самого жаркого месяца (августа) — 19,5 °С. Расчётная многолетняя норма атмосферных осадков — 440 мм. Наибольшее количество осадков выпадает в мае (77 мм).

## Население
| Год переписи | Население          | Население          | Население          | Население            | Население            | Население            |
| Год переписи | Наличное население | Наличное население | Наличное население | Постоянное население | Постоянное население | Постоянное население |
| Год переписи | Всего              | Мужчины            | Женщины            | Всего                | Мужчины              | Женщины              |
| ------------ | ------------------ | ------------------ | ------------------ | -------------------- | -------------------- | -------------------- |
| 2001         | 409                | 191                | 218                | 469                  | 234                  | 235                  |
| 2011         | 420                | 194                | 226                | 430                  | 206                  | 224                  |